# Wissenschaftszentrum Bonn

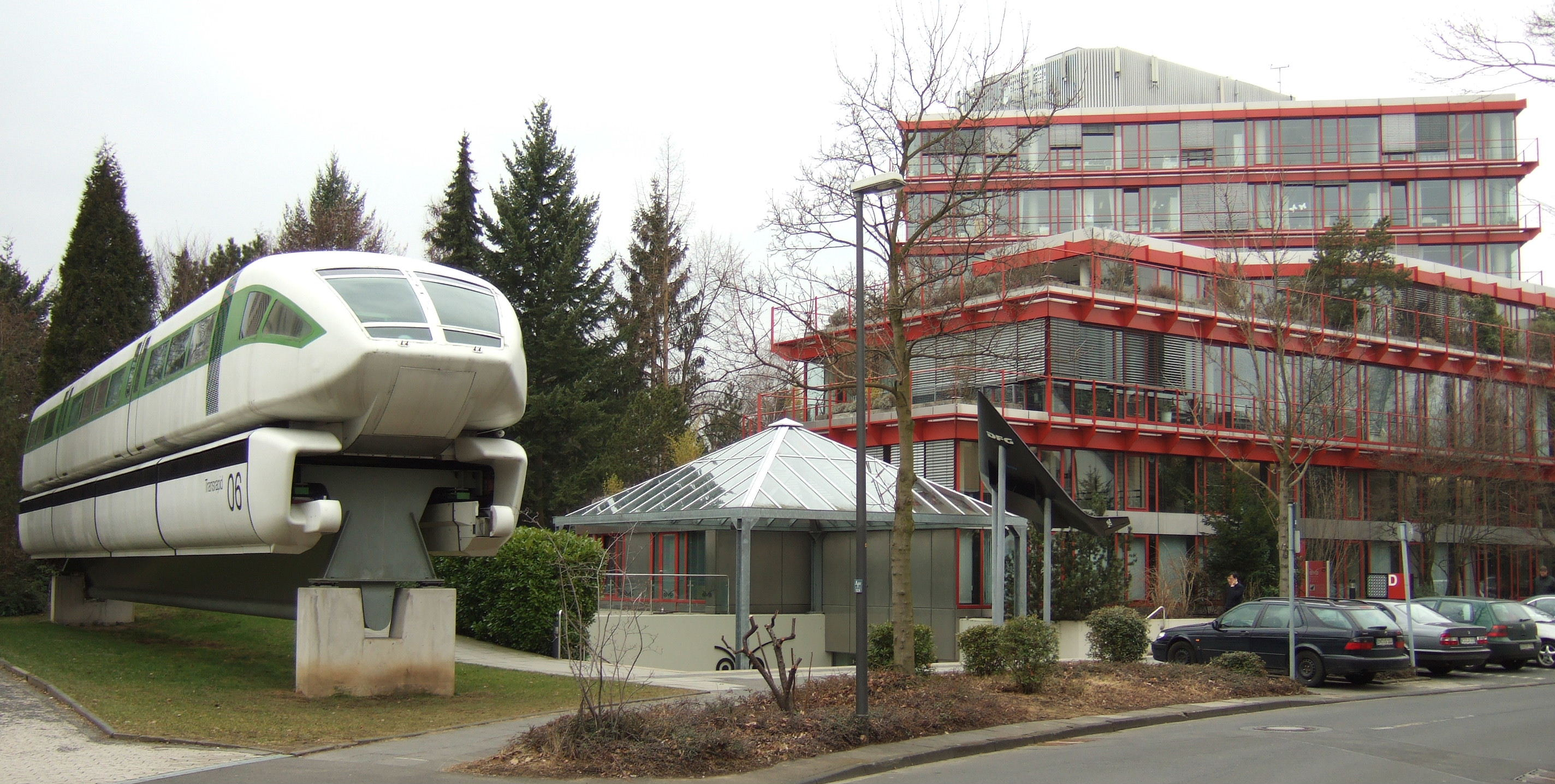
Wissenschaftszentrum Bonn, 2006

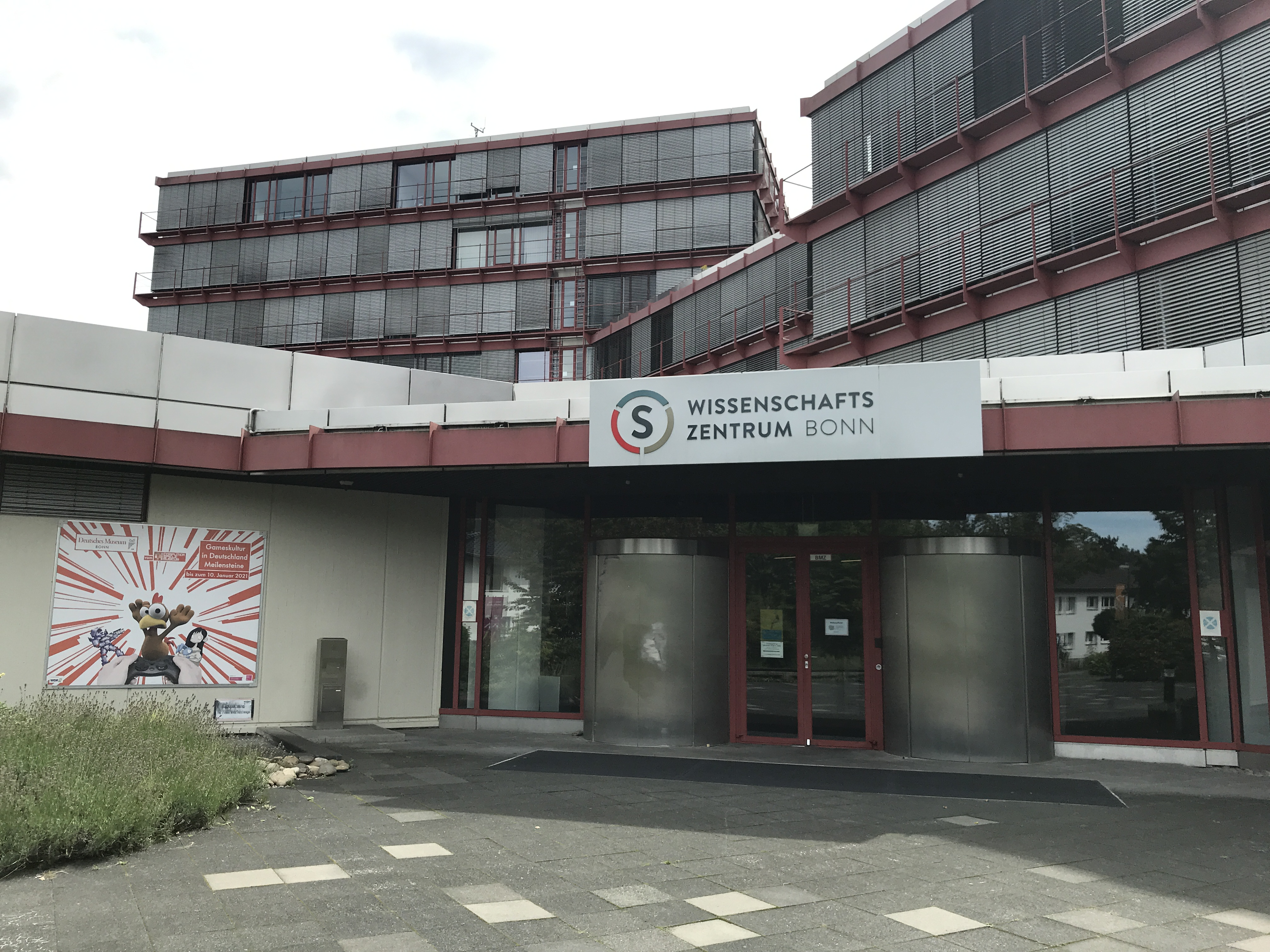
Haupteingang, 2020

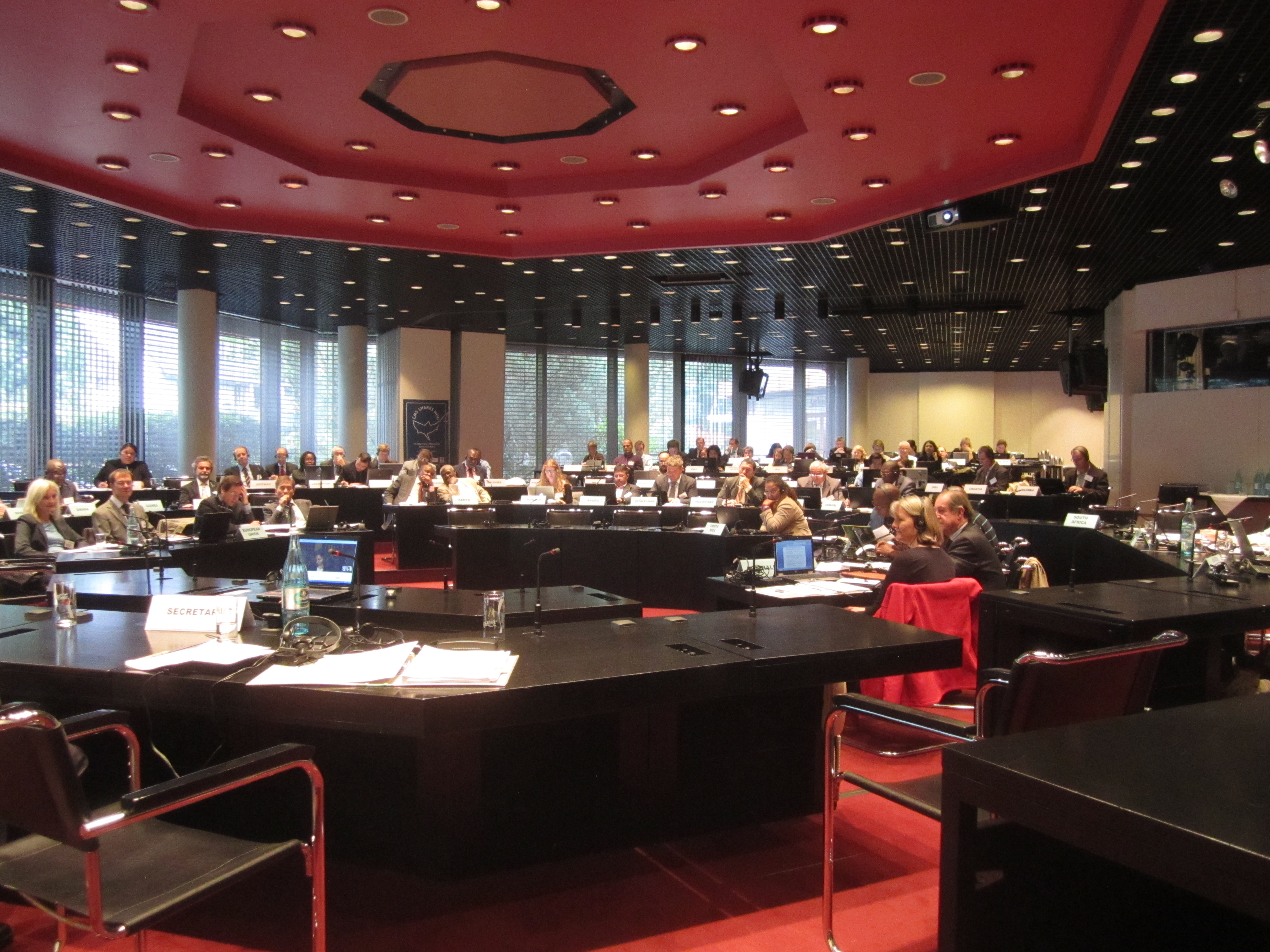
Konferenzraum, 2012

Das Wissenschaftszentrum Bonn ist eine Einrichtung des Stifterverbandes für die deutsche Wissenschaft in Bonn. Es liegt im Norden des Ortsteils Plittersdorf an der Ahrstraße. 
Das 1976 eröffnete Zentrum soll Wissenschaft, Wirtschaft, Politik und Öffentlichkeit als Dialogzentrum dienen, in dem regelmäßig überregionale Fachkongresse und Tagungen stattfinden. Das Wissenschaftszentrum beherbergt 20 nationale und internationale wissenschaftliche Einrichtungen und Verbände. Es führt auch wechselnde Ausstellungen im Wissenschaftsbereich durch, darunter aus staatlichen Museen und der Stiftung Preußischer Kulturbesitz. Im Bonner Zentrum sind etwa 400–500 Menschen beschäftigt, darunter ein Teil der Geschäftsstelle der Deutschen Forschungsgemeinschaft (DFG), deren Hauptgebäude unmittelbar westlich an das Wissenschaftszentrum angrenzt. Dazu gehörte in den 1990er Jahren auch das DFG-eigene Rechenzentrum im nordwestlichen Erdgeschoss. Zeitweise (Stand: 1981) beheimatete das Wissenschaftszentrum auch die Wissenschaftsabteilung der Botschaft von Mexiko und bis 1996 das vom Umweltprogramm der Vereinten Nationen (UNEP) getragene Sekretariat des Übereinkommens zur Erhaltung wandernder wild lebender Tierarten. Das Ministry of Science and Technology (MOST) der Republik China (Taiwan) ist hier seit 1996 mit einer Repräsentanz vertreten.
Das Gebäude des Zentrums entstand ab 1973 nach Plänen der Architekten Erich Schneider-Wessling und Ernst van Dorp. Das Gebäude ist eine Stahlbetonkonstruktion und hat bis zu sieben Geschosse. 1995 wurde es zur Nordseite hin um einen dreigeschossigen Bau erweitert. Dabei entstand eine Verbindung zum Sitz des Deutschen Akademischen Austauschdienstes an der Kennedyallee. Im gleichen Jahr wurde im Südteil des Wissenschaftszentrum das Deutsche Museum Bonn eingerichtet. Die Umbau- und Erweiterungsarbeiten wurden durch den Münchner Architekt Sepp Rössle sowie den Bonner Architekten Wilfried Pilhatsch geplant und mit 24 Millionen Euro aus Mitteln der Vereinbarung über die Ausgleichsmaßnahmen für die Region Bonn unterstützt.